# Tulsi
Tulsi (sveti bosiljak, lat. Ocimum tenuiflorum), jedna od šezdesetak vrsta bosiljka. Porijeklom je iz Indije, gdje je smatraju jednom od najljekovitijih biljaka, a usko je povezana i s religijom, te je nazivaju sveti bosiljak, a o tome svjedoči i njezin sinonimni naziv Ocimum sanctum. Raširen je kroz jugoistočnu tropsku Aziju i Indijskom potkontinentu. U Indiji se ova biljka često uzgaja u velikim posudama u dvorištima hinduskih utvrda i hramova.
Tulsi ili sveti bosiljak posjeduje mnoga ljekovita svojstva, antioksidativna, antibakterijska, antivirusna, antiupalna i antigljivična
Naraste od 30 cm pa do jednog metra